# クライスラー・160/180/2リッター
クライスラー・160/180/2リッター（Chrysler 160/180/2 litre ）はクライスラーのイギリス子会社の「クライスラーUK」（旧ルーツ・グループ）とフランス子会社のシムカにおいて1970年から1982年まで販売された中型乗用車である。生産は1975年までシムカのポワシー工場で行われたが、1976年以降はスペインのクライスラー子会社バレイロス（Barreiros ）に移管された。 

## 概要
英仏クライスラーの車種統合の最初の例として1970年に登場した。元々はルーツ・グループにおいて1966年からハンバー・ホークの後継車として、ルーツチーフデザイナーだったロイ・アックスのもとCカーとして計画され、ヒルマンとサンビームには新開発のV型6気筒2リットル、ハンバーに同じく2.5リットルエンジンを搭載して発売する予定であった。一方、シムカでも同時期に1961年に生産中止となったフォード/シムカ・ヴデットの復活を図る計画で929プロジェクトが進行していた。
1969年春、親会社によって両プロジェクトは統合され、ロイ・アックス（Roy Axe ）のCカー計画が生き残ることとなった。しかし大排気量車に重税が課せられるフランスの事情に配慮し、開発に巨費が投じられ生産設備も発注されていたV型6気筒エンジンはキャンセルされ、排気量2リットル以下の直列4気筒エンジンが用いられることになり、生産もフランスだけで行われることになった。
生産型は1970年のサロン・アンテルナショナル・ド・ロトで発表された。当初は1,632ccの160、1,812ccの160 GT・180の3モデルで登場した。当時の宣伝スローガンは「An American from Paris（パリから来たアメリカ人）」であった。イギリスでの販売は1971年に「180」のみで開始された。1972年には「160GT」が中止され、残る160/180はタイヤサイズの13インチから14インチへの拡大、ホイールキャップの刷新等の小変更を受けた。
イギリスの自動車雑誌・「ザ・モーター」（The Motor ）1971年4月号のテストでは、180は最高速度162.5km/h、0-60マイル加速12.4秒と、当時としてはまずまずの性能を記録し、快適な中型車と評価されたが、有力なライバルであるフォード・コーティナ2000GXLやボクスホールVX 4/90は2リットルエンジンを搭載しており、それらには太刀打ちできなかった。
1,981ccの2リッターは1972年にアムステルダム自動車ショーで発表され、1973年から販売開始となったが、2リッターにはクライスラー製3速トルクフライト（TorqueFlite ）ATのみが組み合わせられた。またレザートップやフォグランプなどが追加装備されていた。
結局160/180/2リッターの人気は盛り上がらず、販売は期待を下回った。その原因のひとつは当初の広告キャンペーンが植え付けたアメリカ的過ぎるイメージが英仏双方で反感を買ったためであるが、フランスの税制に配慮して車体の割に小排気量のエンジンを搭載したのは仕方ないにしても、より大排気量・高出力を望んだ英国やヨーロッパ諸国向けの高性能版投入を見送ったことも一因であった。
1976年以降は生産拠点がスペインのクライスラー子会社バレイロスに移管されたが、同社にとって一つのモデルの生産全体を任せられるのは初めてのケースだった。スペインでは地元車体メーカーによってワゴン版が生産された。
1977年以降フランスを含む大陸ヨーロッパではクライスラー-シムカ・1609/1610/2リッターに改名、さらにクライスラー欧州部門がPSA・プジョーシトロエンの一部となった1979年以降はタルボ・1609/1610/2リッターに再度改名され、フランス国内向けには1,812ccの1610は落とされて1,981ccの1609/2リッターのみが生産続行された。そして後継車タルボ・タゴーラ登場後の1981-1982年には、2,000ccディーゼルエンジン搭載車がスペイン国内に限って販売された。
1979年末までの160/180/2リッターの総生産台数は288,294台と言われ、不人気車として今日あまり記憶されていない割には、長期にわたって安定した台数が生産されていた。